# Alliance démocratique (Albanie)
Pour les articles homonymes, voir Alliance démocratique.
L'Alliance démocratique (en albanais, Aleanca Demokratike, AD) est un parti politique albanais, de type libéral, membre de l'Alliance des libéraux et des démocrates pour l'Europe. Il est créé en 1992 par des dissidents du PDSh opposés à la direction de Sali Berisha.
Aux élections de 1997, l'AD obtient deux sièges de députés et participe à la coalition gouvernementale dirigée par Fatos Nano puis Pandeli Majko. En 2001, elle totalise 2,5 % des voix lors des élections législatives et trois députés. Elle continue alors de participer à la coalition gouvernementale dirigée par les socialistes. En 2005, le parti conserve ses trois députés.
En 2009, l'AD fait partie de l'Alliance pour le changement, dirigée par le PDSh, qui remporte alors les élections législatives.